# Уинтърфреш
„Уинтърфреш“ е дъвка. Създадена за пръв път е през 1994 г. в САЩ. Дъвката е без захар. Всеки стик три грама съдържа 10 калории.
Има два вида дъвки „Уинтърфреш“. Единият е със синя опаковка и е по-силен, а другият е със зелена опаковка и е по-малко силен.

## Реклами
От 2006 до 2008 г. „Уинтърфреш“ излъчва серийни реклами, наречени Куул Брет Пауър, насочени към тийн аудиторията.
|  | Тази страница частично или изцяло представлява превод на страницата Winterfresh в Уикипедия на английски. Оригиналният текст, както и този превод, са защитени от Лиценза „Криейтив Комънс – Признание – Споделяне на споделеното“, а за съдържание, създадено преди юни 2009 година – от Лиценза за свободна документация на ГНУ. Прегледайте историята на редакциите на оригиналната страница, както и на преводната страница, за да видите списъка на съавторите. ВАЖНО: Този шаблон се отнася единствено до авторските права върху съдържанието на статията. Добавянето му не отменя изискването да се посочват конкретни източници на твърденията, които да бъдат благонадеждни. |